# Гейл (Міссурі)
Гейл (англ. Hale) — місто (англ. city) в США, в окрузі Керролл штату Міссурі. Населення — 375 осіб (2020).

## Географія
Гейл розташований за координатами 39°36′18″ пн. ш. 93°20′36″ зх. д. / 39.60500° пн. ш. 93.34333° зх. д. (39.605085, -93.343305).  За даними Бюро перепису населення США в 2010 році місто мало площу 1,42 км², уся площа — суходіл.

## Демографія
Згідно з переписом 2010 року, у місті мешкало 419 осіб у 176 домогосподарствах у складі 112 родин. Густота населення становила 295 осіб/км².  Було 209 помешкань (147/км²).
Расовий склад населення:
| - 97,1 % — білих - 0,5 % — корінних американців |

До двох чи більше рас належало 2,4 %. Частка іспаномовних становила 0,2 % від усіх жителів.
За віковим діапазоном населення розподілялося таким чином: 27,4 % — особи молодші 18 років, 54,2 % — особи у віці 18—64 років, 18,4 % — особи у віці 65 років та старші. Медіана віку мешканця становила 38,1 року. На 100 осіб жіночої статі у місті припадало 98,6 чоловіків;  на 100 жінок у віці від 18 років та старших — 100,0 чоловіків також старших 18 років.
Середній дохід на одне домашнє господарство  становив 43 425 доларів США (медіана — 33 875), а середній дохід на одну сім'ю — 52 906 доларів (медіана — 50 417). Медіана доходів становила 32 188 доларів для чоловіків та 24 500 доларів для жінок. За межею бідності перебувало 21,4 % осіб, у тому числі 36,0 % дітей у віці до 18 років та 20,0 % осіб у віці 65 років та старших.
Цивільне працевлаштоване населення становило 212 особи. Основні галузі зайнятості: освіта, охорона здоров'я та соціальна допомога — 19,3 %, виробництво — 15,6 %, роздрібна торгівля — 13,2 %, будівництво — 10,8 %.